# SC Komet Berlin
Der SC Komet Berlin (offiziell Sport-Club Komet 1899 Berlin) war ein Sportverein aus Berlin und gehörte am 28. Januar 1900 zu den 86 Gründungsmitgliedern des Deutschen Fußball-Bundes.

## Geschichte
Der Verein wurde 1899 gegründet. Am 4. November 1904 gehörte er zu den Gründungsmitgliedern des Verband Berliner Athletik-Vereine, wobei das Komet-Mitglied Otto Gronert dessen erster Vorsitzender wurde. Sportlich war der SC Komet im Berliner Fußball bedeutungslos.
Erfolgreicher war die Leichtathletiksparte. Bedeutendster Sportler war Arthur Hoffmann, der im Jahre 1908 Deutscher Meister im 100-Meter-Lauf und Deutscher Meister im Weitsprung wurde. Im gleichen Jahr gewann er bei den Olympischen Spielen in London die Silbermedaille in der olympischen Staffel.
Emil Welz wurde 1906 und Alex Abraham 1907 und 1908 Deutsche Meister im Diskuswurf. Johannes Böge wurde 1907 Deutscher Meister im Marathonlauf. Max Köhler wurde 1923 Deutscher Meister im 50-km-Gehen, Otto Buchmann wurde 1908 Deutscher Meister im Hochsprung. Fast alle Deutschen Meistertitel des SC Komet wurden in den Jahren vor dem Ersten Weltkrieg errungen. Nach dem Krieg stand der Verein im Schatten der deutlich erfolgreicheren Lokalrivalen SC Charlottenburg und Berliner Sport-Club.
Die Eishockeymannschaft gehörte im Jahre 1910 zu den Gründungsmitgliedern der ersten Berliner Eishockeyliga.
Eine Rugby-Mannschaft wurde 1912 von Pedro Ludwig (Worms) gegründet, wurde aber schon 1914 mit Beginn des Ersten Weltkriegs wieder aufgelöst.
Der Verein wurde in den 1930er Jahren aufgelöst.